# Miklós Nyiszli
Miklós Nyiszli (maďarsky Nyiszli Miklós, *17. června 1901, Szilágysomlyó (dnes Șimleu Silvaniei), Rumunsko - 5. května 1956) - maďarský a rumunský lékař a spisovatel, vězeň nacistických koncentračních táborů, spolupracovník doktora Josefa Mengeleho.

## Život
Narodil se 17. června 1901 v Szilágysomlyó v Rumunsku. Tam také vystudoval základní školu a gymnázium. V roce 1920 nastoupil ke studiu medicíny na univerzitě ve městě Cluj-Napoca. Po prvním roce studií odešel na univerzitu v Kielu v Německu a titul doktora medicíny získal v roce 1930 na Vratislavské univerzitě. Společně se svojí ženou, s níž se oženil v roce 1927, a dcerou (nar. 1929) se vrátil zpět do Rumunska, kde začal pracovat jako lékař ve městě Oradea. Odtud se přestěhoval(1937) do městečka Vișeu de Sus, které se v roce 1940 stalo součástí Maďarska.
Po obsazení Maďarska německými vojsky 19. března 1944 a zahájení likvidace maďarských Židů, byl společně s rodinou v druhé polovině května deportován do koncentračního tábora Auschwitz-Birkenau. Dr. Nyiszli dostal táborové číslo A-8450 a díky své specializaci na soudní lékařství byl zaměstnán jako asistent doktora Josefa Mengeleho. Jeho úkolem se stalo provádění pitev dvojčat a trpaslíků, kteří zemřeli během Mengeleho experimentů. Kromě toho působil také jako ošetřující lékař pro členy sonderkommanda a esesmany, kteří pracovali u plynových komor a krematorií.
Jelikož bydlel přímo v krematoriu II v Birkenau, měl velmi dobrý přehled o všem, co se dělo v plynových komorách. Stal se tak přímým svědkem masového vraždění židovského obyvatelstva.
V lednu 1945 byl evakuován do koncentračního tábora Mauthausen. Po třídenním pobytu v tamější karanténě byl převezen do tábora v Melku. Nakonec byl osvobozen 5. května 1945 v koncentračním táboře Ebensee. Jeho žena a dcera válku také přežily (osvobozeny v Bergen-Belsenu)
Po válce už nikdy neprovozoval lékařskou praxi. V říjnu 1947 vypovídal jako svědek před Mezinárodním vojenským tribunálem v Norimberku.
5. května 1956 zemřel po dlouhé nemoci na infarkt.

## Dílo
Krátce po válce sepsal dr. Nyiszli své vzpomínky na pobyt v Auschwitz-Birkenau. Později byly přeloženy do mnoha jazyků. V češtině vyšly v roce 2009 pod názvem Byl jsem Mengeleho asistentem.
- Nyiszli, M.:Dr. Mengele boncoló orvosa voltam az Auschwitz-i krematóriumban, Nagyvárad, 1946, (později pod titulem: Orvos voltam Auschwitzban).

Na základě jeho knihy natočil v roce 2001 americký režisér Tim Blake Nelson film Šedá zóna. Dr. Nyiszliho v něm zahrál Allan Corduner.